# Визни режим Шенгенске зоне
Визни режим Шенгенске зоне представља основну политику Европске уније у погледу захтева за улазак странаца на њену територију. Визни режим дефинисан је „Уредбом 539/2001” Савета Европске уније, односно њеним анексима.
Визни режим Шенгенске зоне тиче се кретања странаца у Шенгенској зони, укључујући Кипар. Визни режим Шенгенске зоне примењују и државе чланице Европског економског простора — Исланд, Лихтенштајн, Норвешка и Швајцарска. Јединствена зона простире се де факто и на Ватикан, Монако и Сан Марино.
Изузетак у односу на визни режим Шенгенске зоне представљају визне политике држава Заједничког подручја путовања — Ирске и Уједињеног Краљевства као и посебна правила за путовања у Специјалне територије Европске уније.
Одредбе визног режима не примењују се на држављане ЕУ и држављане држава чланица ЕЕП и Швајцарске. На њих се односи „Директива 2004/38” о слободи кретања.

## Безвизни режим
Носиоци обичних пасоша следећих држава и територија нису у обавези да прибаве визу за Шенгенску зону за боравак до 90 дана у било којем периоду од 180 дана који подразумева узимање у обзир периода од 180 дана који претходи сваком дану боравка (ако другачије није напоменуто):
| - Албанија - Андора - Антигва и Барбуда - Аргентина - Аустралија - Бахами - Барбадос - Босна и Херцеговина - Бразил - Брунеј - Вануату - Ватикан - Венецуела - Гватемала - Гренада - Грузија - Доминика - Ел Салвадор - Израел - Источни Тимор - Јапан - Јужна Кореја - Канада - Кирибати - Колумбија - Костарика - Макао - Македонија - Малезија - Маршалска Острва - Маурицијус | - Мексико - Микронезија - Молдавија - Монако - Никарагва - Нови Зеланд - Палау - Панама - Парагвај - Перу - Самоа - Сан Марино - Света Луција - Свети Винсент и Гренадини - Свети Китс и Невис - Сејшели - Сингапур - Сједињене Америчке Државе - Соломонова Острва - Србија - Република Кина - Тонга - Тринидад и Тобаго - Тувалу - Уједињени Арапски Емирати - Украјина - Уругвај - Хонг Конг - Хондурас - Црна Гора - Чиле |